# Veliki jezikovni model
Veliki jezikovni model (v angleščini LLM, large language model) je računalniški jezikovni model, sestavljen iz umetne nevronske mreže z mnogo parametri (desetin milijonov do milijard), ki so ga usposabljali s pomočjo zelo obsežnih količin neoznačenih besedil ob uporabi samonadzorovanih ali polsamonadzorovanih metod. Veliki jezikovni modeli so se pojavili okoli leta 2018 in so se odlično izkazali pri širokem razponu raznovrstnih nalog, kar je težišče raziskav na področju obdelave naravnega jezika odmaknilo od starih pristopov, ki so temeljili na uporabi specializiranih nadzorovanih modelov za posamezne vrste nalog.
Veliki jezikovni model sicer nima formalne definicije, najpogosteje pa se nanaša na modele globokega učenja z milijoni ali celo milijardami parametrov, ki so bili »predusposabljani« s pomočjo obsežnega učnega korpusa besedil. Gre za modele splošne namembnosti, ki zmorejo širok razpon nalog, ne le posamezne vrste nalog (npr. analiza razpoloženja, prepoznavanje imenovanih entitet ali matematično sklepanje). Spretnost, ki jo izkazujejo pri nalogah in razpon samih nalog, pri tem nista toliko odvisna od zasnove modela kot sta odvisna od same obsežnosti učnega korpusa, parametrov in procesorske moči.
Čeprav so modele usposabljali za preproste naloge, kot je napovedovanje naslednje besede v stavku, so se spotoma – če sta bila učni korpus in število parametrov zelo obsežna – implicitno naučili tudi skladnje in semantike samega človeškega jezika. Poleg tega se spotoma seznanijo z najbolj pogosto zastopanimi trditvami v korpusu, ki pa s seboj prinesejo tudi netočnosti in pristranskosti, ne le splošnega znanja o svetu.

## Naknadna korekcija
Pogosto je potrebna naknadna korekcija, saj sicer umetna nevronska mreža, kot odziv na iztočnico uporabnika 'Napiši esej o glavnih temah, zastopanih v Hamletu', namesto eseja samega napiše, 'Če boste esej oddali šele po 17. marcu, se vam bo šolska ocena zmanjšala za 10 % za vsak dan zamude' na podlagi pogostosti tega besedilnega sosledja v korpusu. 
Šele z naknadnimi korekcijami se model nauči, kaj naj odziv na določene iztočnice vsebuje.

## Uporaba zunanjih orodij
Nekaterih nalog veliki jezikovni modeli brez uporabe zunanjih orodij oziroma dodatne programske opreme ne morejo rešiti. Primer take naloge je odziv na uporabnikovo besedilo '354 * 139 = ' – če seveda model v učnem korpusu ni že zasledil nadaljevanja prav tega računa. V nasprotnem si mora pomagati s poganjanjem programske kode, ki izračuna rezultat, da ga model lahko vključi v svoj odgovor. Še en primer je 'Koliko je ura zdaj? Ura je ', kjer bi moral zunanji program pognati kodo za trenutni čas na računalniku, tako da bi ga model lahko vključil v svoj odgovor.